# Nowy cmentarz żydowski w Nidzicy
Nowy cmentarz żydowski w Nidzicy – został założony pod koniec XIX wieku i był wykorzystywany do lat 30. XX wieku. Na powierzchni 0,34 ha zachowało się piętnaście macew wykonanych z piaskowca z napisami w języku hebrajskim oraz niemieckim. Najstarsza pochodzi z 1914.